# Guerrilla Girl
Guerrilla Girl er en dansk dokumentarfilm fra 2005. Filmen er instrueret af Frank Piasecki Poulsen, der under optagelserne tilbragte tre måneder i en træningslejr for guerillabevægelsen FARC i den colombianske jungle, sammen med instruktør-assistent og tolk Johannes Trägaardh Jensen.
Filmen handler om den unge Isabel, der har forladt sin middelklassetilværelse og universitetsuddannelse i hovedstaden Bogotá, for at slutte sig til guerillaen i bjergene. Vi følger Isabel under hendes militære grundtræning.
Filmen havde premiere på dokumentarfilm-festivalen CPH:DOX, og er siden udtaget til en række konkurrencer i flere lande – bl.a. IDFA-festivalen i Amsterdam.
Filmen er en co-produktion mellem Rumko Enterprises og Zentropa Real.
- Instruktør: Frank Piasecki Poulsen.
- Efter ide af Johannes Trägaardh Jensen
- Manus: Frank Plasecki Poulsen, Johannes Trägaardh Jensen
- Kamera: Frank Piasecki Poulsen, Johannes Trägaardh Jensen.
- Lyd: Kristian Eidnes Andersen, Morten Groth Brandt.
- Klip/Edit: Morten Højbjerg / Camilla Skousen.
- Musik: Povl Kristian.
- Produktionsleder: Mikkel Skov Petersen.
- Producer: Karoline Leth.